# Michael Ohl

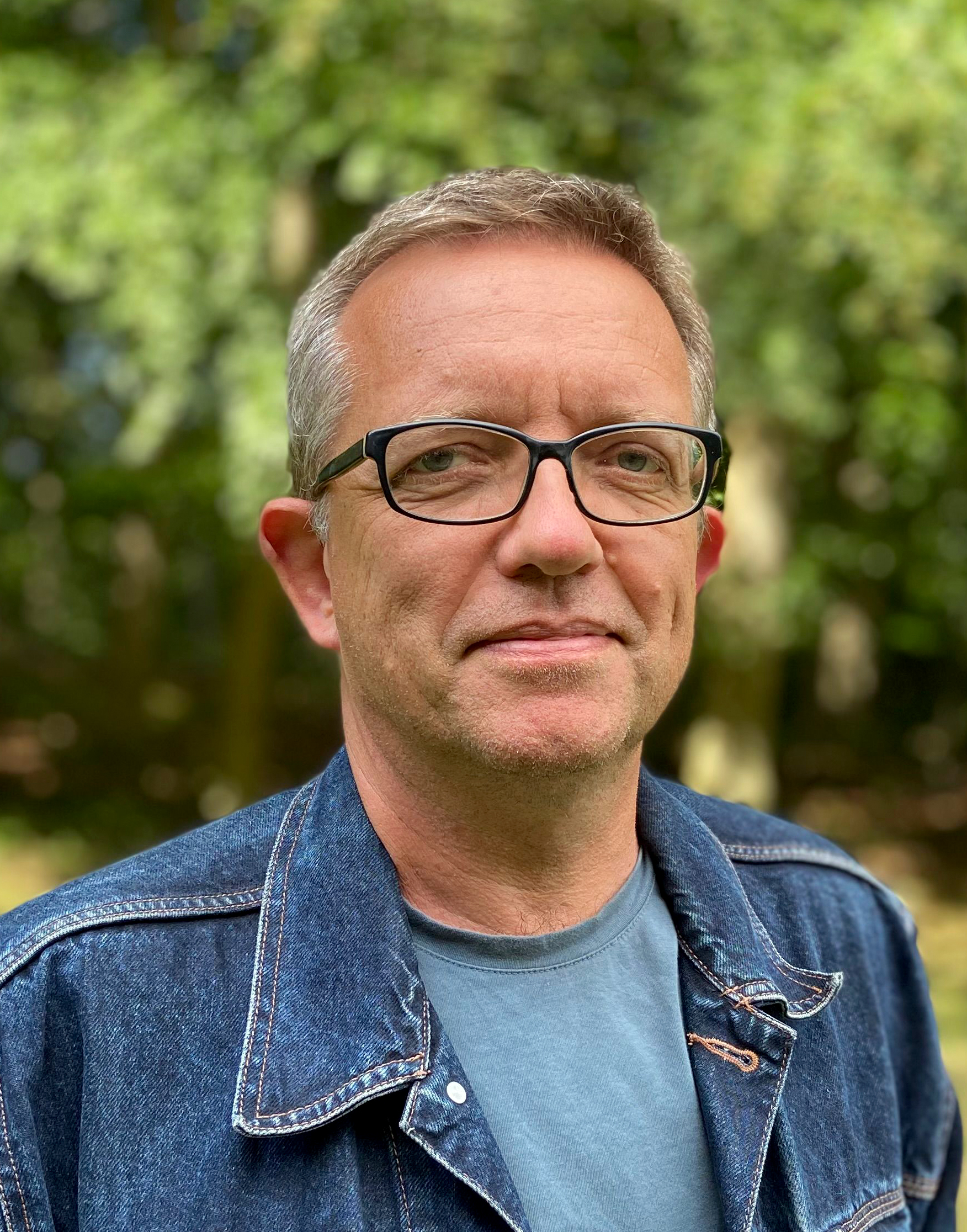
Michael Ohl, Juli 2022

Michael Ohl (* 17. Oktober 1964 in Oelde) ist ein deutscher Biologe, Entomologe und Buchautor. Er ist wissenschaftlicher Leiter der Sammlung Hymenoptera und Neuropterida am Museum für Naturkunde Berlin und war Mitbegründer des dortigen Zentrums für Integrative Biodiversitätsentdeckung. Außerdem ist er außerplanmäßiger Professor an der Humboldt-Universität Berlin.

## Leben und Wirken
Michael Ohl studierte Biologie und Philosophie an der Christian-Albrechts-Universität Kiel, wo er 1993 sein Diplom in Biologie erlangte. Von 1994 bis 1997 war er wissenschaftlicher Mitarbeiter am Zoologischen Institut und Museum der Universität Göttingen (heute: Johann-Friedrich-Blumenbach Institut für Zoologie und Anthropologie), wo er unter der Betreuung von Rainer Willmann 1997 promoviert wurde. Im Nebenfach studierte er an der Universität Göttingen Wissenschaftsgeschichte am Institut für Wissenschaftsgeschichte (Nicolaas Adrianus Rupke).
Seit September 1997 ist Michael Ohl Mitarbeiter am Museum für Naturkunde Berlin als wissenschaftlicher Leiter zuerst der Sammlung Hemimetabola, dann der Sammlung Hymenoptera und Neuropterida. Zusätzlich nimmt er seitdem am Museum verschiedene Funktionen ein, so als Sektionsleiter Entomologie, als stellvertretender Abteilungsleitung Sammlungen, und als stellvertretender Leites eines Forschungsbereichs. 2016 war er für ein halbes Jahr am Max-Planck-Institut für Wissenschaftsgeschichte in Berlin in der Arbeitsgruppe von Lorraine Daston tätig. Im Jahr 2018 war Michael Ohl federführend an der Gründung des Zentrums für Integrative Biodiversitätsentdeckung am Museum für Naturkunde Berlin beteiligt und übernahm anfänglich die kommissarische Leitung.
Im Jahre 2010 habilitierte Michael Ohl sich im Fach Zoologie an der Humboldt-Universität Berlin. 2020 wurde er zum außerplanmäßigen Professor an der HU ernannt.
Im Museum für Naturkunde Berlin war er an verschiedenen Ausstellungsprojekten beteiligt sowie an verschiedenen öffentlichen Formaten des Museums. Er gründete mit Hanns Zischler und Matthias Glaubrecht 2006 die Veranstaltungsreihe „Filmwelten der Wissenschaft“, in der im Dinoasuariersaal des Museums Filme und Filmausschnitte biologisch-naturwissenschaftlichen Inhalts gezeigt und Texte von Lyrik bis Wissenschaft gelesen wurden. Michael Ohl beendete die Reihe 2018 mit einer Veranstaltung, die er zusammen mit Julia Diekämper vom MfN durchführte.
Michael Ohl ist Mitglied in zahlreichen Fachgesellschaften und Herausgeberteams von Fachzeitschriften. Von 2018 bis 2022 war er Präsident der Gesellschaft für Biologische Systematik. Er war von 2018 bis 2024 Chief Editor des Journals of Hymenoptera Research der International Society of Hymenopterists.
Michael Ohl forscht über die Artenvielfalt und deren Stammesgeschichte, mit einem Schwerpunkt auf stechende Hautflügler (Hymenoptera, Aculeata) und besonders Grabwespen (Sphecidae im weiteren Sinne), sowie Fanghafte (Mantispidae) innerhalb der Netzflügler (Neuroptera). Darüber hinaus beschäftigt er sich mit Fragen der Wissenschaftsgeschichte und der Philosophie der Biologie. Seit 2015 ist Michael Ohl als Autor populärwissenschaftlicher Sachbücher tätig, so zum Beispiel „Die Kunst der Benennung“ (Matthes und Seitz, 2015) und „Stachel und Staat“ (Droemer Knaur, 2018). Im November 2022 erschien „Expeditionen zu den Ersten ihrer Art“ (DTV) und 2023 „Wespen - Ein Portrait“ in der Reihe „Naturkunden“ im Verlag Matthus und Seitz Berlin.

## Veröffentlichungen (Auswahl)
- Die Kunst der Benennung. Matthes und Seitz, Berlin 2015, ISBN 978-3-95757-089-5.
- [engl. Übersetzung] The Art of Naming. MIT Press, Massachusetts 2018, ISBN 978-0-262-03776-1.
- Stachel und Staat – Eine leidenschaftliche Naturgeschichte von Bienen, Wespen und Ameisen. Droemer Knaur, München 2018, ISBN 978-3-426-27749-2.
- [als Herausgeber und mit einem essayistischen Vorwort] Jean-Henri Fabre: Spinnen. Matthes und Seitz, Berlin 2019, ISBN 978-3-95757-730-6.
- Expeditionen zu den Ersten ihrer Art. DTV, München 2022, ISBN 978-3-423-29043-2.
- Wespen – Ein Portrait. Matthes und Seitz, Berlin 2023, ISBN 978-3-7518-0225-3.